# Даут Еналин
Даут Еналин (баш. Дауыт Йәнал улы, Дауыт Йәналин; ? — после 1800 года)  — старшина Катайской волости Ногайской даруги. Участник Крестьянской войны (1773—1775) под предводительством Е. И. Пугачева (самозванца императора «Петра III»).

## Биография
Первые сведения о Дауте Еналине датируются 1755 годом. Не поддержал башкирского восстания 1755—1756 годов. Оказывая помощь царским властям, докладывал им о возможных выступлениях башкир. За это его дом был сожжен местными жителями. За организацию набега на казахов (баранта) был снят с должности и заключен под стражу. Чтобы выйти на свободу сообщил властям об обнаружении близ Верхнеяицкой крепости залежах марганцевой руды. В сентябре 1759 года Еналин был освобожден. 
В ходе Крестьянской войны 1773—1775 гг. командовал повстанческим отрядом. В июне 1774 года его отряд участвовал в боях с правительственными войсками под командованием Якубовича А. Я. у деревни Чесноковка Уфимской провинции.  
Дальнейшая судьба неизвестна.